# Gornje Živinice
Gornje Živinice är ett samhälle i Bosnien och Hercegovina.   Det ligger i entiteten Federationen Bosnien och Hercegovina, i den centrala delen av landet, 70 km norr om huvudstaden Sarajevo. Gornje Živinice ligger 285 meter över havet och antalet invånare är 4 661.
Terrängen runt Gornje Živinice är platt norrut, men söderut är den kuperad. Terrängen runt Gornje Živinice sluttar norrut.Runt Gornje Živinice är det ganska tätbefolkat, med 93 invånare per kvadratkilometer.. Närmaste större samhälle är Tuzla, 12,8 km norr om Gornje Živinice. 
I omgivningarna runt Gornje Živinice växer i huvudsak blandskog.